# Hybos major
Hybos major är en tvåvingeart som först beskrevs av Mario Bezzi 1912.  Hybos major ingår i släktet Hybos och familjen puckeldansflugor.
Artens utbredningsområde är Taiwan. Inga underarter finns listade i Catalogue of Life.